# Ovale

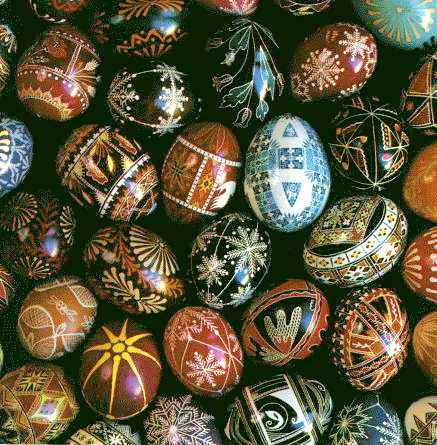
Uova di Pasqua

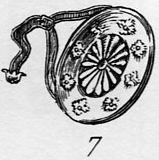
Uno scudo ovale

In matematica, un ovale è una curva piana chiusa la cui forma ricorda quella di un uovo disegnato su un foglio. Non esiste una definizione univoca di questo concetto: generalmente un ovale è una curva che delimita una regione convessa, avente almeno un asse di simmetria (e spesso due).
L'ellisse è un esempio di ovale. La forma di uno stadio o di un pallone da rugby sono altri esempi. Tutti questi hanno due assi di simmetria.